# 새크라멘토 골드 마이너스
| 새크라멘토 골드 마이너스 |                                          |
| 디비전                   | 웨스트 디비전 (1993년~1994년)            |
| 설립연도                 | 1993년                                   |
| 해체연도                 | 1994년                                   |
| 역사                     | 새크라멘토 골드 마이너스 (1993년~1994년) |
| 경기장                   | 호넷 스타디움                            |
| 연고지                   | 캘리포니아주 새크라멘토                  |
| 구단주                   | 프래드 앤더슨                            |
| 단장                     |                                          |
| 감독                     | 케이 스티븐슨                            |
| 디비전 우승              | -                                        |
| 그레이 컵 우승           | -                                        |
| 영구 결번                | -                                        |

새크라멘토 골드 마이너스(Sacramento Gold Miners)는 미국 캘리포니아주 새크라멘토를 연고지로 하는 1993년부터 1994년까지 CFL 참가했던 팀이다.

## 같이 보기
- 샌안토니오 텍선스